# Ephorus
Ephorus, Oudgrieks: Ἔφορος / Éphoros, (ong. 405 v.Chr. - 330 v.Chr.) was een Grieks historicus uit Cyme in Aeolië (Klein-Azië).

## Leven
Hij volgde met de historicus Theopompus, twee leergangen retorica bij Isokrates. Aangezien hij niet bekwaam was in de redekunst, is hij op voorstel van Isokrates geschiedenis en literatuur gaan studeren. Ephorus werd, vanwege de grote invloed van zijn werk, volgens Plutarchus uitgenodigd aan het hof van Alexander de Grote, maar wees dit verzoek af.

## Werken
Ephorus schreef als eerste een algemene geschiedenis van alle Grieken in het moederland en in de kolonies, alsmede in Klein-Azië (Ἱστορίη κοινών πράξεων). Het 29-delige werk begon met de terugkeer van de Herakliden naar de Peloponnesos. Zijn zoon maakte het werk af met een dertigste boek, dat een beschrijving omvat van de oorlog tussen Athene en Macedonië en eindigt met het beleg van Perinthos door Philippus II van Macedonië (340-339 v.Chr.). Uitgebreide fragmenten van dit werk zijn bewaard gebleven bij latere schrijvers, zoals Strabo en vooral Diodoros van Sicilië. Elk van de dertig boeken kon gezien worden als een zelfstandig werk en had een eigen titel en voorwoord.
Andere werken van Ephorus waren:
- een verhandeling over ontdekkingen, waarbij de positieve en negatieve kanten in aanmerking werden genomen (Έπιχώριος sc. λόγος);
- een verhandeling over opmerkelijke zaken in andere landen (het is twijfelachtig of dit geen samenvatting was van zijn algemene geschiedenis) (Ευρημάτων βιβλία β');
- een verhandeling over zijn Land, ofwel de geschiedenis van Cyme;
- een opstel over Stijl, zijn enige redekunstige werk dat door de redenaar Theon wordt genoemd (Περί λέξεως).

In het algemeen is weinig van zijn werk overgeleverd.

## Stijl
Ephorus maakte voor zijn documentatie veel gebruik van lokale geschiedschrijvers, met wier gegevens hij, vaak zonder veel kritische zin, het werk van Herodotus en Thukydides corrigeerde. Ephorus wist volgens Strabo een scherp onderscheid te maken tussen mythische en historische gebeurtenissen. Hij erkende dat een overvloed aan details verslagen van recente gebeurtenissen ondersteunt, maar juist reden voor twijfel is bij verre gebeurtenissen. Polybius kent Ephorus veel kennis toe van maritieme oorlogen, maar maakt zijn beschrijvingen van veldslagen op het land (slag bij Leuctra en Mantinea) belachelijk vanwege zijn onwetendheid over de aard van landoorlogen.
Ephorus schreef op hoogdravende en kunstmatige wijze. Gezien zijn retorische achtergrond had hij vaak de neiging de waarheid op te offeren voor retorische effecten. Volgens Dionysus van Halikarnassus waren hij en Theopompus de enige geschiedschrijvers die een nauwkeurig taalgebruik hanteerden.
Als leerling van Isokrates legde hij de nadruk op het pedagogisch effect van geschiedschrijving, waardoor zijn werk een sterk moraliserende inslag heeft. Ook zijn rationaliserende behandeling van vele mythen staat in dienst van het streven zo veel mogelijk voorbeelden te bieden.

## Lage Landen
Een via Diodorus overgeleverd fragment van Ephorus geeft ons misschien wel de oudste typering van de Lage Landen. Hij schreef dat in het noordelijke kustgebied meer mensen om het leven kwamen in de strijd tegen het water dan in die tegen mensen. Het is aannemelijk dat hiermee het Vlaamse en Nederlandse kustgebied werd bedoeld. De bron van Ephorus moet de Griekse ontdekkingsreiziger Pytheas zijn geweest, die rond 325 v.Chr. de Noordzee bevoer en een verslag naliet.